# In utero
Als in utero, auch intrauterin (lateinisch, von intra und uterus, innerhalb der Gebärmutter), bezeichnet man Vorgänge, die innerhalb des Uterus stattfinden. Der Begriff wird üblicherweise in der Biologie und Medizin in Bezug auf die Lokalisation des Embryos oder Fetus, oder als Beschreibung des Ortes von Maßnahmen an diesem, noch vor der Geburt benutzt. Beispiele dafür wären Operationen oder Bluttransfusionen an Feten.